# Včela sundská
Včela sundská Apis koschevnikovi Enderlein, 1906, také červená včela z Bornea pro své nápadné červenohnědé zbarvení, je druh skupiny (poddruhu) Apis sensu stricto obývající Malajský poloostrov, Kalimantan, Sumatru a Jávu.
Jako první tento druh popsal Buttel-Reepen v roce 1906. Jeho pojmenování nebylo však uznáno. Ve stejném roce včelu popsal také Enderlein. Odborná veřejnost prvenství přiřkla jemu s přihlédnutím k mezinárodním pravidlům zoologické nomenklatury.